# Argent
Gli Argent sono un gruppo musicale inglese progressive rock fondato nel 1969 dal tastierista Rod Argent, ex componente dei The Zombies.

## Storia del gruppo
Insieme ad Argent, la formazione originaria vedeva come bassista Jim Rodford, cugino di Argent, come batterista Bob Henrit e Russ Ballard, con esperienze negli Unit 4+2 e nei Roulettes nel ruolo di chitarrista e compositore. Dagli Zombies il gruppo ereditò la tendenza ai testi oscuri e la predilezione per composizioni in tono minore, ma il sound si fece più duro e percussivo di quello del gruppo di provenienza. I primi LP di loro produzione, Argent, All Together Now e In Deep furono trainati rispettivamente dalle tracce Liar, Hold Your Head Up e God Gave Rock and Roll to You, brani che raggiunsero il successo anche grazie ai frequenti passaggi  nelle stazioni radio; quest’ultima composizione venne reinterpretata dai Kiss nel 1992.
Nel 1974 Ballard lasciò la formazione e fu sostituito da John Verity e dal chitarrista John Grimaldi. Il complesso si sciolse due anni dopo, nel 1976, quando Rodford, Henrit e Verity fondarono il gruppo chiamato Phoenix, sotto contratto con la Columbia Records fino allo scioglimento avvenuto qualche anno dopo.
Il maggiore successo degli Argent fu Hold Your Head Up contenuto nel disco All Together Now. Raggiunse la posizione numero 5 negli Stati Uniti, vendendo oltre un milione di copie e assicurando il disco d'oro alla formazione musicale.
Il gruppo nella formazione originaria si è riunito nel 2010 all'High Voltage Festival di Victoria Park, il 25 luglio. Da quell’esibizione sono stati tratti due CD.

## Stile musicale
Gli Argent proseguono la strada tracciata dagli Zombies e dal suo tastierista Rod Argent, protagonisti di un rilevante successo negli Stati Uniti tale da farli considerare appieno appartenenti al fenomeno della British Invasion. Ma quando gli Zombies si sciolsero, Rod Argent scelse la via di un gruppo con nuovi elementi che gli desse la possibilità di sterzare lasciandosi alle spalle gli stilemi che lo avevano reso celebre e di inserirsi nella dimensione musicale del rock progressivo, dilagante nell’Inghilterra di fine anni sessanta. La nuova tendenza si appoggiava anche sugli innovativi e complementari metodi compositivi di Argent e del chitarrista Russ Ballard e sulla formazione musicale del tastierista che si era cimentato in esperienze di musica classica, jazz e rock, influenze che confluirono nelle sonorità progressive del gruppo e che culminarono nell’album Nexus, ricco di passaggi di rock sinfonico; ma nonostante la cifra musicale gli Argent non riuscirono mai a raggiungere la popolarità di altre formazioni progressive coeve rimanendo in seconda fila. L’abbandono di Ballard portò il gruppo alla perdita delle miscele sonore originarie in favore di improvvisazioni solistiche strumentali, e tuttavia il gruppo non mancò in seguito di avere un buon successo commerciale.

## Discografia

### Album in studio
- Argent (Epic, 1970)
- Ring of Hands (Epic, 1971)
- All Together Now (Epic, 1972) UK numero 13
- In Deep (Epic, 1973) UK numero 49
- Nexus (Epic, 1974)
- Encore: Live in Concert (Epic, 1974)
- Circus (Epic, 1975)
- Counterpoints (United Artists, 1975)

### Raccolte
- The Best of Argent - An Anthology   (Epic, 1976)
- Hold Your Head Up (1978)
- Music from the Spheres  (1991)
- Greatest: The Singles Collection (2008)

### Live
- BBC Radio 1 In Concert [Live] (1995)
- The Complete BBC Sessions [Live] (1997)

### Singoli
- Sweet Mary (1971) U.S. numero 102
- Hold Your Head Up (1972) UK numero 5; US numero 5
- Tragedy (1972) U.S. numero 106, UK numero 34
- God Gave Rock and Roll to You (1973)

## Formazione

### Ultima
- Russ Ballard – voce, chitarra (1969–1974, 2010, 2012, 2013)
- Chis White - chitarra (2010-2013)
- Rod Argent –  tastiera (1969–1976, 2010-2013)
- Jim Rodford – basso (1969–1976, 2010, 2012, 2013; morto nel 2018)
- Bob Henrit – batteria  (1969–1976, 2010, 2012, 2013)

### Altri ex membri
- John Verity - chitarra (1974-1976)
- John Grimaldi - chitarra (1974-1976; morto nel 1983)